# 柴生田晴四
柴生田 晴四（しばうた せいし、1948年1月21日 - ）は、日本の経営者。東洋経済新報社社長、会長を務めた。

## 来歴・人物
東京都出身。1971年に早稲田大学政治経済学部を卒業し、同年に東洋経済新報社に入社した。2003年12月に取締役に就任し、2006年12月には社長に就任し、2012年10月までに務めた。